# Svatobořice
Svatobořice (německy Swatoborschitz) je část obce Svatobořice-Mistřín v okrese Hodonín. Nachází se na severovýchodě Svatobořic-Mistřína. Je zde evidováno 616 adres. Trvale zde žije 1922 obyvatel. Svatobořicemi prochází silnice II/422.
Svatobořice je také název katastrálního území o rozloze 12,5 km2.

## Historie
První písemná zmínka o obci pochází z roku 1349.
Během první světové války zde byl zřízen internační tábor pro uprchlíky před ruskou frontou. Během druhé světové války zde byli například vězněni příbuzní těch, co odešli bojovat proti Němcům či děti rodičů popravených za heydrichiády.

## Pamětihodnosti
- památník vězněných (pomník a muzeum)
- sousoší sv. Anny
- socha sv. Floriána
- brána v městském opevnění